# Окімуне Тосіхіко
Тосіхіко Окімуне (яп. 沖宗 敏彦, нар. 7 вересня 1959, Хіросіма) — японський футболіст, що грав на позиції захисника.
Виступав за клуб «Фуджіцу», а також національну збірну Японії.

## Клубна кар'єра
У дорослому футболі дебютував 1978 року виступами за команду клубу «Фуджіцу», кольори якої і захищав протягом усієї професійної кар'єри гравця, що тривала чотири роки.

## Виступи за збірні
1979 року залучався до складу молодіжної збірної Японії. На молодіжному рівні зіграв у 3 офіційних матчах.
1981 року поровів дві гри у складі національної збірної Японії, обидві — в рамках турніру в Куала-Лумпур. Відтоді до лав збірної не залучався.
| Дата       | Місто        | Господарі | Результат | Гості    | Турнір            | Голи | Примітки |
| ---------- | ------------ | --------- | --------- | -------- | ----------------- | ---- | -------- |
| 30-08-1980 | Куала-Лумпур | Японія    | 2 – 0     | Малайзія | Pestabola Merdeka | 0    |          |
| 03-09-1980 | Куала-Лумпур | Японія    | 3 – 2     | Індія    | Pestabola Merdeka | 0    |          |
| Усього     |              | Матчів    | 2         |          | Голів             | 0    |          |